# Tijuca Clube
O Tijuca Clube  foi um clube poliesportivo brasileiro da cidade de Manaus, capital do estado do Amazonas.. Suas cores eram vermelho e branco.

## História
O Tijuca Clube  foi fundado no dia 19 de junho de 1939 por um grupo de jovens estudantes para a pratica de múltiplos esportes. Participou do Campeonato Amazonense de Futebol nas décadas de 1940 a 1950. Disputou também competições amadores e da segunda categoria por muito tempo. A modalidade de maior sucesso do clube foi o Basquetebol, onde conquistou títulos estaduais. Sempre forte nos esportes de quadra, a agremiação também teve títulos no vôlei e expressivas participações nos estaduais de futsal.
Participações no Estadual de Futebol
O alvirrubro disputou o Campeonato Amazonense de Futebol nos anos de 1942 até 1948.
Extinção
O afastamento do futebol federado(profissional) não significou exatamente o fim do clube, que continuou nas disputas amadoras e também nas modalidades de quadra. No ano de 1981 ainda se viam notícias do Tijuca disputando a Divisão Especial do Campeonato Amazonense de Futebol(caráter amador).

## Jogos Interestaduais
- Fevereiro de 1947 - Tijuca Clube  1x2 Santa Cruz - Parque Amazonense[3]
- 11 de Maio de 1947 - Tijuca Clube  2x5  Moto Clube - Parque Amazonense[4][5]
- 23 de Julho de 1947 - Tijuca Clube  2x1  Maranhão - Parque Amazonense[6][7]
- 28 de Agosto de 1947 - Tijuca Clube  1x0  Fortaleza - Parque Amazonense[8]

O Fortaleza veio a Manaus carregando o título de campeão cearense.
- 27 de Novembro de 1947 - Tijuca Clube  0x2  Clube do Remo - Parque Amazonense[9][10]

## Títulos
- Campeonato Amazonense de Basquetebol(Másculino) - 1941, 1947, 1948 e 1949